# 폴 라이저
폴 라이저(영어: Paul Reiser, 1957년 5월 30일~ )는 미국의 배우, 희극인, 작가이다. 기획, 작가, 총괄 제작, 주연을 맡은 NBC 시트콤 《결혼 이야기》(1992-99)를 통해 골든 글로브상, 프라임타임 에미상 등 여러 유수한 상 후보에 올랐다.

## 출연 작품

### 영화
- 청춘의 양지 (1982)
- 비버리 힐스 캅 (1984)
  - 비버리 힐스 캅 2 (1987)
  - 비버리 힐스 캅: 액셀 F (2024)
- 에이리언 2 (1986)
- 크레이지 피플 (1990)
- 결혼하는 남자 (1991)
- 바이 바이 러브 (1995)
- 스토리 오브 어스 (1999)
- 맥쿨에서의 하룻밤 (2001)
- 퍼니 피플 (2009)
- 위플래쉬 (2014) - 짐 네이먼 역
- 라이프 애프터 베스 (2014)
- 게임 체인저 (2015)
- 더 다크니스 (2016)
- 더 리틀 아워즈 (2017)
- 나를 차버린 스파이 (2018)
- 호스 걸 (2020)
- 아빠가 되는 중 (2021) - 하워드 역

### 텔레비전
- 결혼 이야기 (1992-99, 2019)
- 기묘한 이야기 (2017-22)
- 더 보이즈 (2022)